# Madocsa
Madocsa község Tolna vármegye Paksi járásában.

## Fekvése
A Dunától 1,5 kilométerre nyugatra, a Dél-Mezőföld Kalocsai-Sárközzel határos peremétől 5–6 kilométerre keletre, az Duna jobbparti árterének egy magasabb hátán fekszik. Dunaföldvártól 16 kilométerre délre, a Dunával majdnem párhuzamosan Bölcske felé érhető el, Paksról pedig északkelet felé, a 6-os főútról Dunakömlődnél jobbra letérve; mindkét irányból az 5111-es úton juthatunk el a településre.
A Duna jobb partján, Pakstól 14 kilométerre, északkeletre fekszik, Tolna vármegye keleti szélén, a Duna, Dunaföldvár, Németkér, Paks-Dunakömlőd valamint Bölcske által határolva. Egyházi igazgatás szempontjából a Dunamelléki Református Egyházkerülethez, illetve a római katolikus egyház Pécsi egyházmegyéjéhez tartozik. Lakossága zömmel református vallású, így 15. századi temploma a török kiverését követő betelepítések után szintén református lett.
A község területe ugyan a Dunántúl része, de földrajzilag inkább az Alföldhöz sorolható, talaja, annak szerkezete és táji jellege miatt. Ennek oka, hogy a települést egykor a folyó jobb felől határolta. Az itt élők továbbá szintén az alföldi, ö-ző tájszólást őrzik.

## Története
A település környéke jó vizahalászó hely volt. 1019-ben a zalavári, 1036-ban a bakonybéli apátság kapott vizahalászatra jogot, előbbi egyben a falu első említése Modacha alakban. Hasonló célzattal említi az 1108-as Veszprémvölgyi oklevél is Madocha alakban. Később helyben is épült kéttornyú apátsági templom, amely 1721-ben még állt. 1259-ben a veszprémvölgyi apácák halászhelyük elfoglalásáért pereskedtek Dénes fia Benedek ellen, az eljárásban a bakonybéli apátot is kihallgatták tanúként. Ekkoriban két szomszédos település is állt a környéken, a veszprémvölgyi apácákhoz tartozó Part-Madocsa és a helyi bencés apátság körüli Madocsa. A török korban is a halászat volt a fő bevételi forrás, a 16. században 71 házzal nagy falunak számított. Még a török időkben sem néptelenedett el. 1728-ban 47 család lakta, amelyből a megyei összeírás szerint 45 őslakosnak számított. 1851-ben Fényes Elek a következőket írja: „Madocsa, magyar falu, Tolna vmegyében: 8 kath., 1672 ref. lak., és anyaekklézsiával. Legelője tágas; határa is termékeny; a Dunában halászatot üz. F. u. közbirtokosok. Ut. p. Szegszárd.” 1925-ben 484 házban 727 lakrész volt kialakítva. Ekkor a bölcskei csendőrörshöz és körorvoshoz tartozott, négy kocsma, öt vegyeskereskedés, egy református iskola és mozi is volt a faluban, egy kétezer öles faiskola tartozott hozzá.

2018-ban a szekszárdi székhelyű Bet-Bau Kft. kavicsbányát kívánt létesíteni a falu és a Duna között, amelyhez a környzetvédelmi engedélyt is megkapta. A helyiek tiltakozása miatt előbb közmeghallgatást tartottak, majd 
Támogatja-e Ön, hogy Madocsa község közigazgatási területén homok- és kavicsbánya létesüljön?
 kérdéssel népszavazást írtak ki, amelyen a választásra jogosultak 76,8%-a jelent meg, 1179 nem szavazattal 23 igen ellenében elutasították a bánya építését. A népszavazás után Vass Péter, a Bet-Bau Kft. vezetője azt állította, hogy elállnak a kezdeményezéstől. Ugyanakkor 2020-ban újra hasonló bányatelek megállapításáról nyújtottak be kérelmet. A 2022-ben beadott környezetvédelmi hatástanulmányukat a Vízügyi Hatóság nem tartotta megfelelőnek. A cég az eljárás szüneteltetését kérte, majd az ezt jóvá hagyó végzést a Pécsi Törvényszék az önkormányzat és a Madocsáért Egyesület közbenjárása után megsemmisítette. A beadványt az újraindult eljárásban a kormányhivatal 2023-ban végleg el is utasította.

## Közélete

### Polgármesterei
- 1990–1994: Szabó József (MDF-FKgP)[10]
- 1994–1998: Szabó József (független)[11]
- 1998–2002: Gelencsérné Tolnai Klára (független)[12]
- 2002–2006: Gelencsérné Tolnai Klára (független)[13]
- 2006–2010: Gelencsérné Tolnai Klára (független)[14]
- 2010–2014: Gelencsérné Tolnai Klára (független)[15]
- 2014–2019: Gelencsérné Tolnai Klára (független)[16]
- 2019–2024: Baksa Ferenc (független)[17]
- 2024– : Baksa Ferenc (független)[1]

## Demográfiai adatok
A 2011-es népszámlálás alapján Madocsának 1964 lakosa volt, ami a 2001-es adat kb. 96%-a, a népsűrűség 43,6 fő/km². A községben 832 lakóház volt (758 lakott, 74 lakatlan). 2001-ben a lakosság 98,7% magyarnak, 0,5% németnek, 0,3% cigánynak és 0,5% egyébnek vallotta magát.
A 2011-es népszámlálás során a lakosok 91,7%-a magyarnak, 0,3% cigánynak, 0,5% németnek mondta magát (8,3% nem nyilatkozott; a kettős identitások miatt a végösszeg nagyobb lehet 100%-nál). A vallási megoszlás a következő volt: református 54,7%, római katolikus 16,8%, evangélikus 0,4%, görögkatolikus 0,2%, felekezeten kívüli 10,2% (16,1% nem nyilatkozott).
2022-ben a lakosság 94%-a vallotta magát magyarnak, 0,6% cigánynak, 0,5% németnek, 0,2% románnak, 0,1-0,1% szlovénnek, szerbnek, horvátnak és lengyelnek, 1,3% egyéb, nem hazai nemzetiségűnek (6% nem nyilatkozott; a kettős identitások miatt a végösszeg nagyobb lehet 100%-nál). Vallásuk szerint 41,6% volt református, 12,6% római katolikus, 0,3% evangélikus, 0,1% görög katolikus, 1,5% egyéb keresztény, 1,4% egyéb katolikus, 12,1% felekezeten kívüli (29,9% nem válaszolt).
Madocsa népességszámának változása 2000-től napjainkig:

## Nevezetességei
- Madocsai Református Templom
- I. Világháborús emlékmű
- II. Világháborús emlékpark
- Millenniumi emlékpark
- 1000 éves falu emlékmű
- Trianoni emlékmű

## Díszpolgárai
- Böde Dániel labdarúgó (2016)
- Wünsch László tánctanár (2016)
- Dr. Englert Ervin körzeti orvos (2016)
- Lukács István pedagógus (2017)
- Horváth Károlyné óvónő (2017)
- Dr. Antal Edit gyermekorvos (2017)
- Dr. Simon János településvezető (2018)
- Dr. Szigethy András háziorvos (2018)
- Szalai Andrásné óvodavezető (2021)

## Posztumusz díszpolgárai
- Földesi János táncos (2016)
- Seregi István táncos (2016)
- Boldog István táncos (2016)
- Puch József alpolgármester (2017)
- Kincses Zoltán református lelkész (2017)
- Árki Ida tanítónő (2018)
- Karmacsi Ferenc református lelkész (2018)
- Sereg Lajos népzenész (2018)
- Gelencsérné Tolnai Klára polgármester (2023)

## Galéria

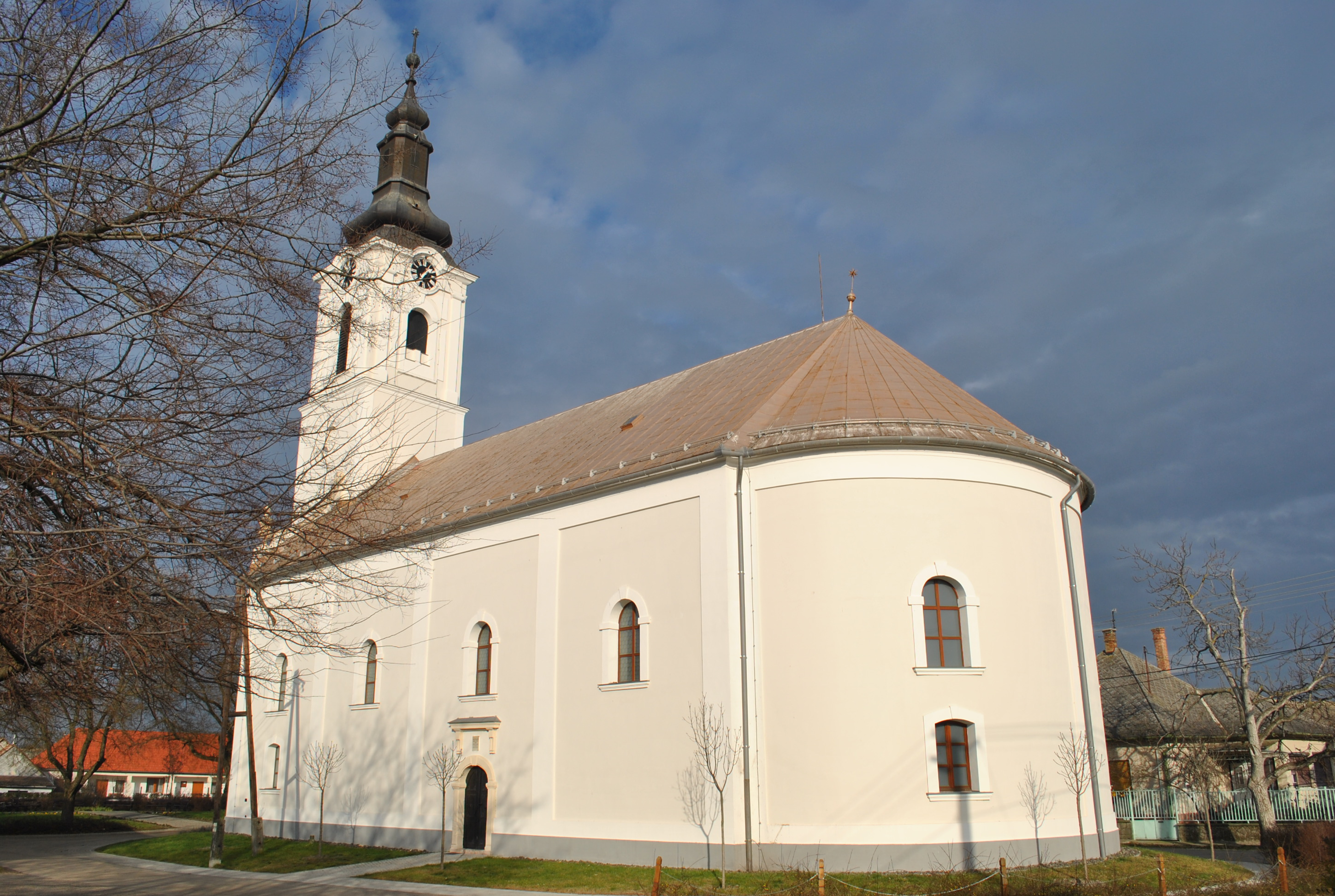
Református temploma
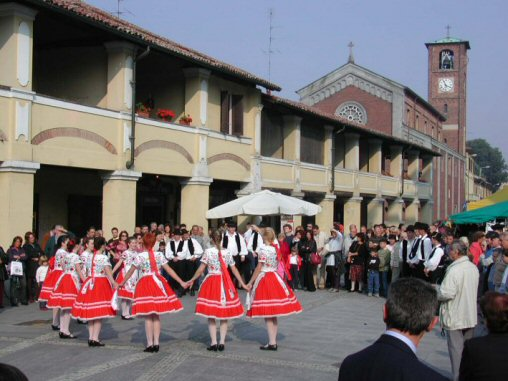
Táncosok
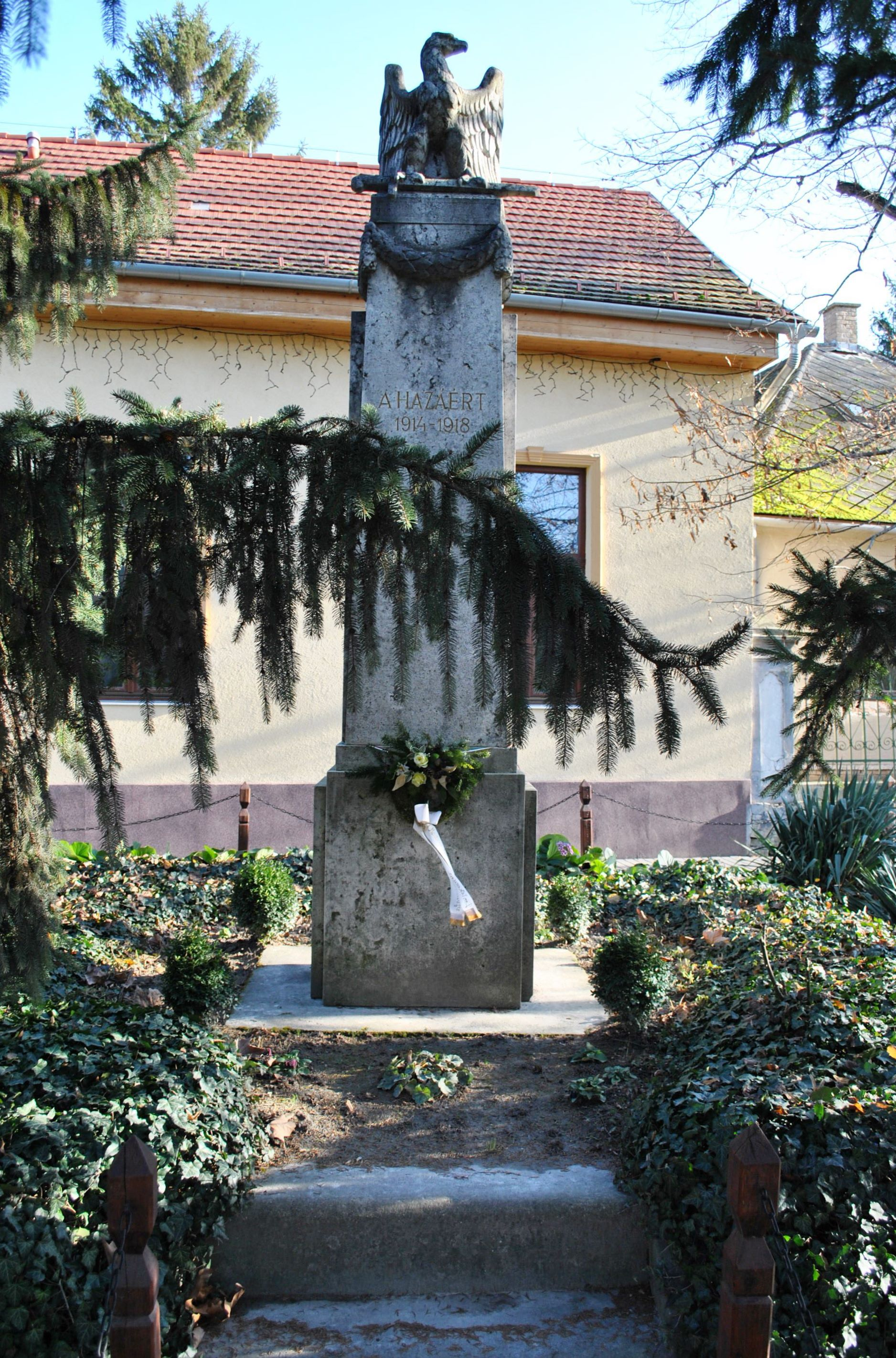
Első vh.-s emlékmű
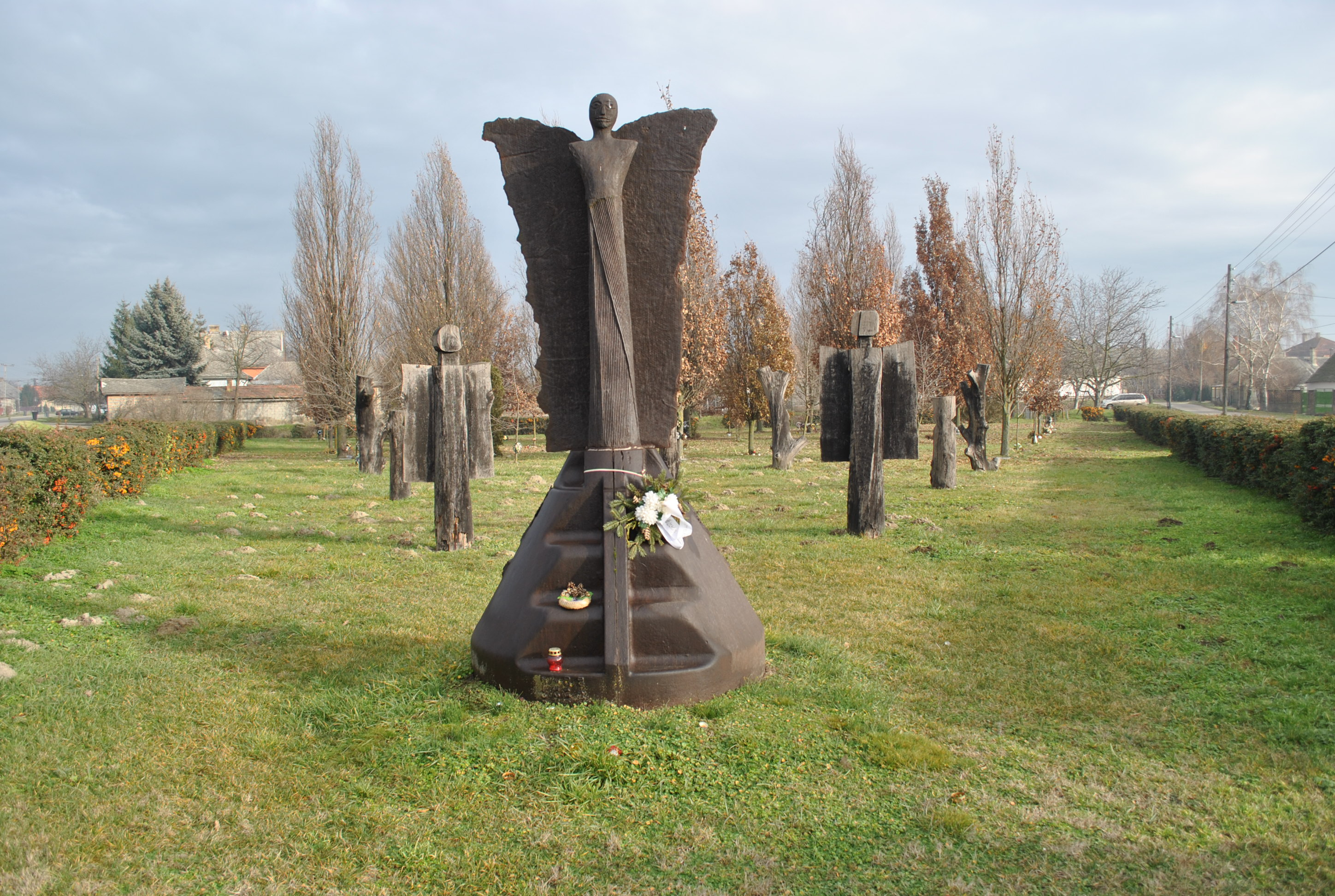
Második világháborús emlékpark

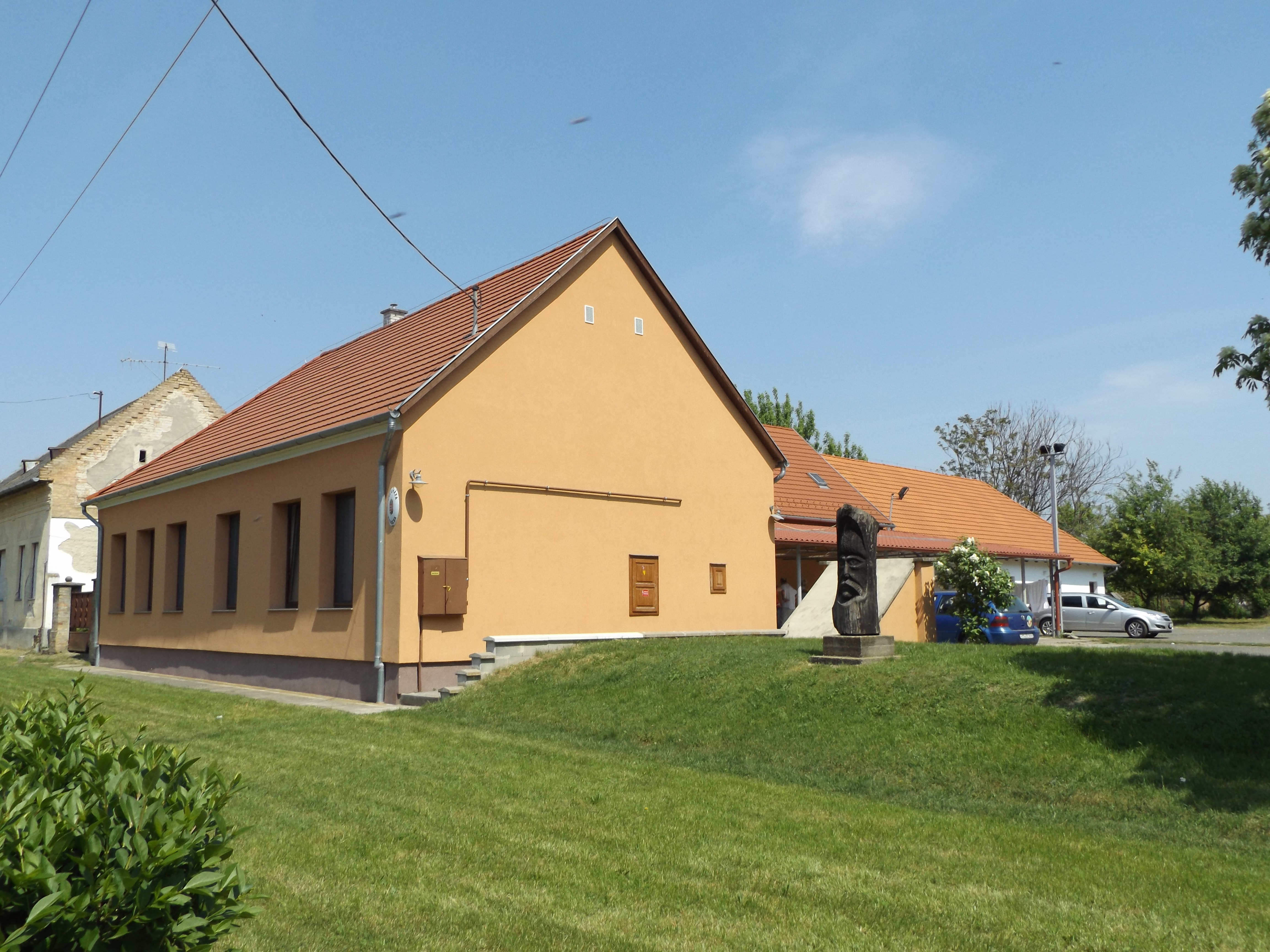
Faluház (Fő utca)
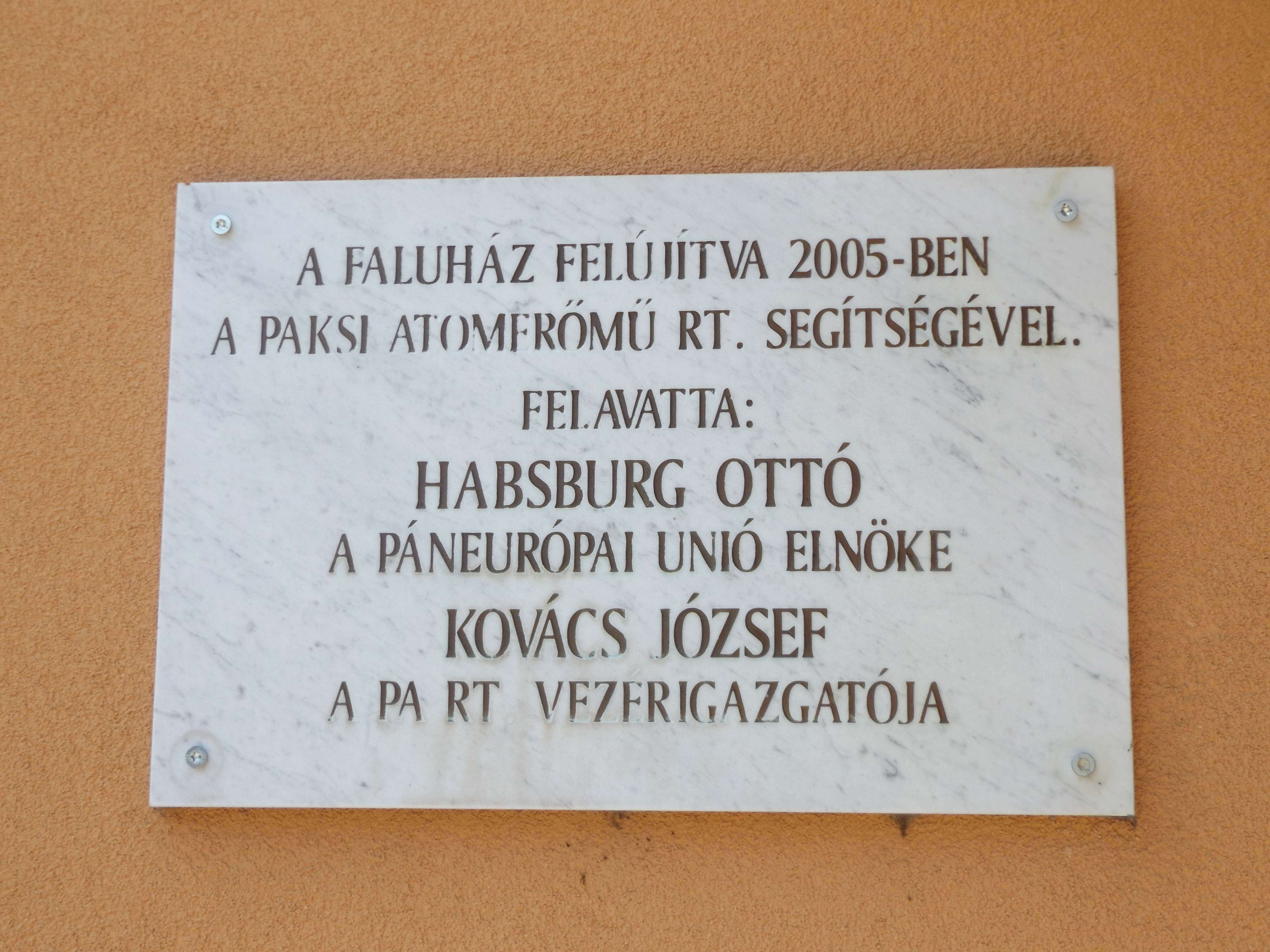
Habsburg Ottó emléktáblája a Faluházon
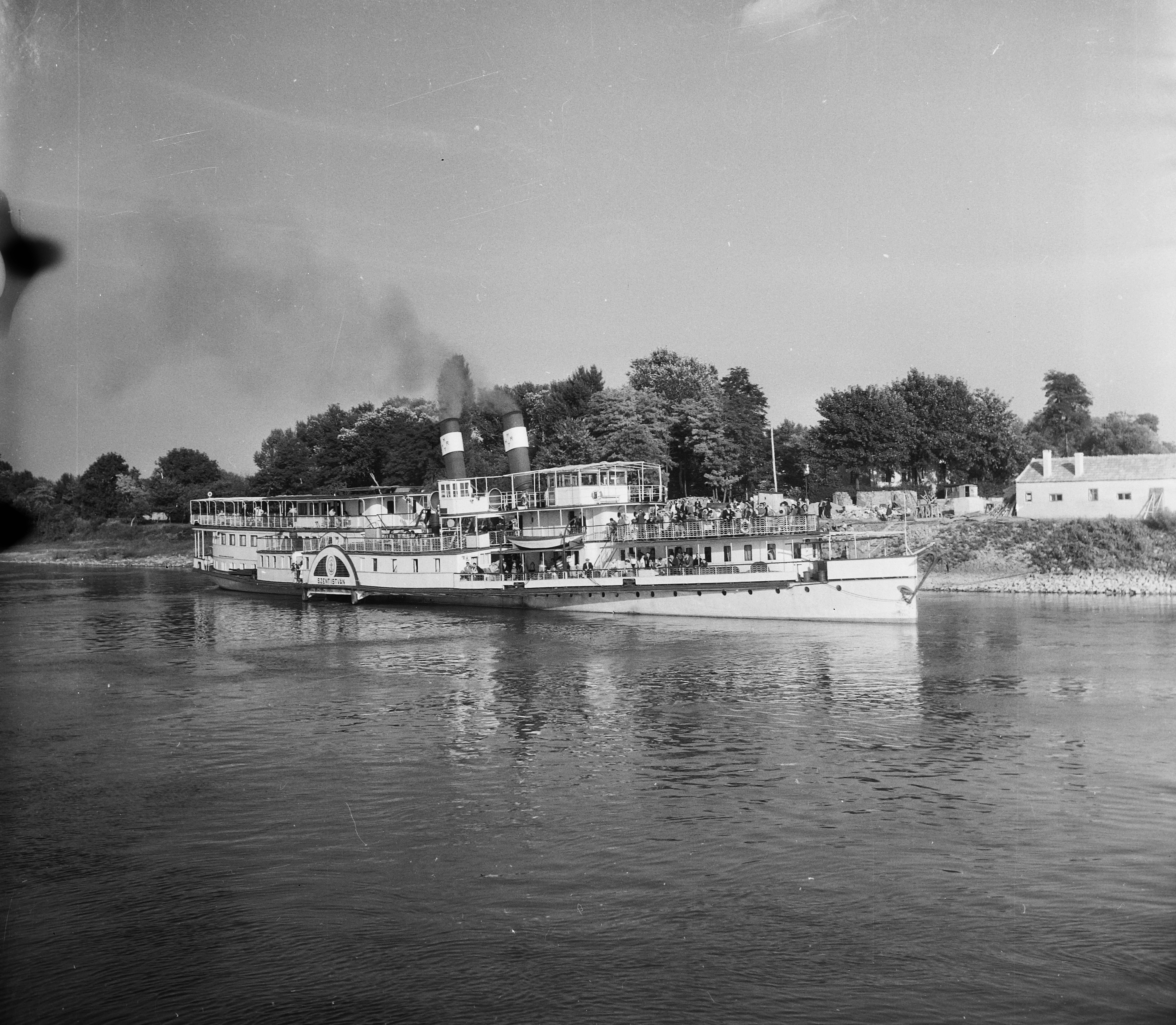
Szent István lapátkerekes gőzhajó Madocsa előtt (1955)
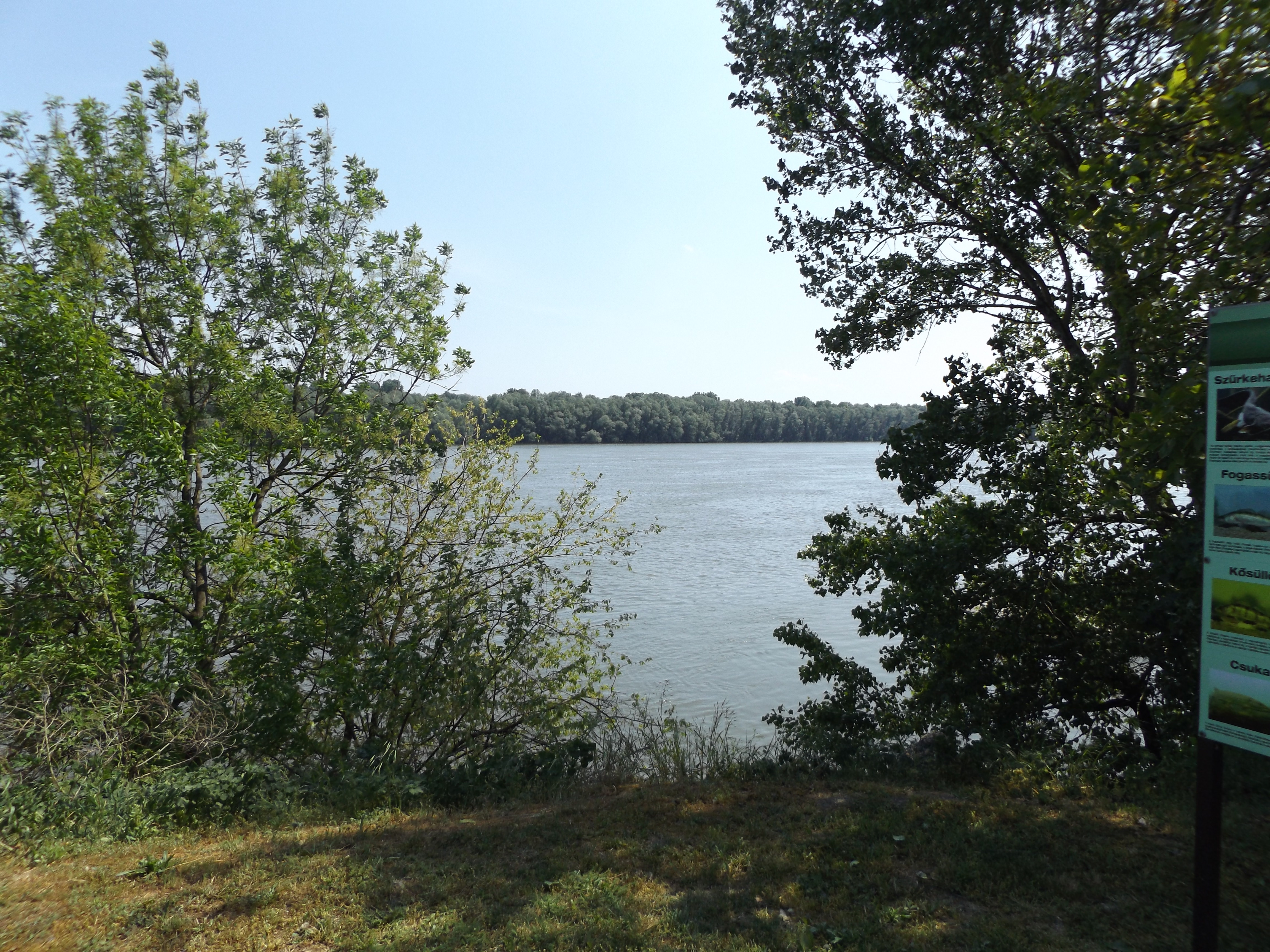
Dunapart, régi hajóállomás